# Happy Endings (2005)
Happy Endings is een Amerikaanse speelfilm uit 2005 onder regie van Don Roos.

## Verhaal
Een vader en zijn zoon hebben een relatie met dezelfde vrouw. Een vrouw geeft haar baby op voor adoptie en wordt gechanteerd door een documentairemaker die weet wat haar nu volwassen kind uitvoert. Het derde verhaal gaat over twee koppels, waar een van de mannen de vader van het kind van het andere koppel zou kunnen zijn. Drie verschillende verhalen met tien verschillende personages kruisen elkaar.

## Rolverdeling
- Lisa Kudrow - Mamie Toll
- Steve Coogan - Charley Peppitone
- Jesse Bradford - Nicky Kunitz
- Bobby Cannavale - Javier Duran
- Maggie Gyllenhaal - Jude
- Jason Ritter - Otis McKee
- Tom Arnold - Frank McKee
- David Sutcliffe - Gil Palmer
- Laura Dern - Pam Ferris
- Sarah Clarke - Diane